# Цабель Микола Єгорович
Микола Єгорович Цабель (1831, Ліфляндія — 1910) — ботанік і фізіолог рослин.

## Біографія
У 1852 року закінчив Головний педагогічний інститут, з 1853 викладав у Катеринославській губернській гімназії, у 1851—1862 роках — у Павловському кадетському корпусі у Санкт-Петербурзі. У 1863 році захистив магістерську дисертацію «О волокнистом строении стенок клеточек», у 1864—1866 роках працював бібліотекарем Імператорського ботанічного саду, викладав ботаніку в Технологічному інституті (м. Санкт-Петербург), удостоєний Демидівської премії (1865). У 1866—1880 роках був директором Нікітського ботанічного саду. З 1882 року став почесним членом і віце-президентом Московського суспільства аматорів садівництва. З 1884 — інспектор жіночої гімназії в Москві.

## Науковий доробок
Дослідження Цабеля відносяться до таких наук як ботаніка, анатомія і фізіологія рослин, дендрологія, виноградарство. Йому належать такі: «Меры для развития плодоводства», «Вопрос о способе развития виноделия», «Культурное значение садоводства, современное его состояние и меры к его развитию».
Займався питаннями акліматизації рослин, насіннєзнавства («Акклиматизация растений», «К вопросу об акклиматизации в области садоводства»). У 1869 році перетворив школу виноробства в училище садівництва, виноградарства і виноробства. Став засновником Кримського суспільство садівників і винарів, метою роботи якого було розповсюдження агрономічних знань з технології вирощування виноградних лоз і інших культур, культивування вітчизняних і іноземних сортів, удосконалення виноробної справи і садової техніки, заохочення виробників у розвитку садівництва і виноробства, організація збуту продукції.
Спільно з А. Сербуленком (головним винарем Нікітського саду) склав ампелографічний опис сортів винограду. У 1878 році М. Цабель видав книгу під назвою «Путеводитель по Императорскому Никитскому Саду», де була зроблена систематизація та опис дерев і кущів саду, серед них було 145 хвойних порід. Більш детальна інвентаризація була проведена 1879 року у зведенні «Декоративные деревья и кустарники Никитского сада на Южном берегу Крыма с указанием способов размножения и ухода за ними», в якому нараховувалося вже близько 905 видів дерев і кущів.
Цабель займався видавничою діяльністю. Був засновником щомісячного журналу «Крымский вестник садоводства и виноделия» (видавався п'ять років — у 1875—1880), в якому публікувались статті про результати акліматизації рослин в Нікітському саду. У 1902—1903 роках працював редактором журналу «Сад и город».
Йому належать «Курс общей ботаники» (ч. I—II, 1885—1886) і «Атлас» (1887) до цього підручника. У 1884 році видав брошуру під назвою «Древесные и кустарные породы, разводимые в России, с указанием степени их выносливости», що стосувалася питань акліматизації.